# Boeun-Stadion
Das Boeun-Stadion (kor. 보은공설운동장) ist ein Fußballstadion in der südkoreanischen Stadt Boeun. Das Stadion wurde 2006 erbaut. Der Frauenfußballverein Gumi Sportstoto nutzte das Stadion von 2011 bis 2014. Seit 2015 wird es von Boeun Sangmu WFC genutzt. Der Verein spielt aktuell (2018) in der WK-League, der höchsten Frauenfußball-Spielklasse Südkoreas.